# کمیل سوسکو
کمیل سوسکو 
(به اسلواکی: Kamil Susko) (متولد ۶ نوامبر ۱۹۷۴ در براتیسلاوا)، دروازه‌بان سابق فوتبال اهل کشور اسلواکی می‌باشد.
او سابقهٔ حضور در تیم سپاهان اصفهان را در بین سال‌های ۱۳۸۲ تا ۱۳۸۳ دارد. سوسکو همچنین ۱۵ بازی ملی برای تیم ملی فوتبال اسلواکی از سال ۱۹۹۹ تا ۲۰۰۰ میلادی انجام داده است.
سوسکو در فینال جام حذفی فصل ۸۳-۱۳۸۲ عملکرد مناسبی از خود به نمایش گذاشت تا از ارکان قهرمانی تیم سپاهان در این دوره از مسابقات جام حذفی نیز باشد.

## افتخارات
باشگاهی
- قهرمانی در جام حذفی فوتبال ایران ۸۳-۱۳۸۲ به همراه تیم فوتبال سپاهان اصفهان